# Mimojaderná dědičnost

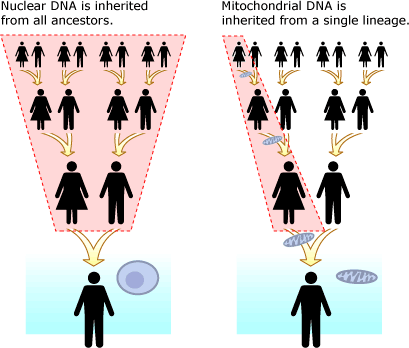
v případě dědičnosti mitochondriální DNA - mtDNA - se při oplodnění zachovávají pouze mitochondrie vajíčka = matky. tento jev může v případě mutace mtDNA přispět k přenosu genetických nemocí ze strany matky.

Mimojaderná dědičnost se týká genů, které se nenacházejí v jádře na chromozómech, ale jinde. Tyto geny (extrachromozomální geny, plazmogeny) se nacházejí v cytoplazmě nebo v ní se nacházejících organelách a jejich soubor se nazývá plazmon. Dědičnost znaků kódovaných extrachromozomálními geny se řídí zcela jinými principy než dědičnost znaků kódovaných geny chromozomálními. U pohlavně se rozmnožujících organismů s vyvinutým systémem pohlaví samec-samice vykazují výrazně matroklinní dědičnost (tj. do potomstva přecházejí hlavně geny matky).
Zásadním důvodem pro tuto skutečnost je výrazná disproporce mezi množstvím cytoplazmy, které přináší do zygoty samčí a samičí pohlavní buňky, a v souvislosti s tím i výrazná redukce množství semiautonomních organel obsažených v samčích pohlavních buňkách, které obvykle nenesou žádné plastidy a jen minimum mitochondrií, které navíc zygota (resp. oplodněné vajíčko) přednostně zlikviduje.

## Typy extrachromozomálních genů

### Eukaryota
- plastogeny – geny plastidů, tzn. geny v plastidové DNA
- chondriogeny – geny mitochondrií, tzn. geny v mitochondriální DNA
- infekční faktory – v cytoplazmě
- plazmidy – v cytoplazmě

### Prokaryota
- plazmidy – v cytoplazmě
- epizómy – v cytoplazmě

## Pohlavní rozmnožování eukaryot

### Systém samec-samice
Z výše zmíněných důvodů vykazují znaky kódované plastogeny a chondriogeny zcela matroklinní dědičnost všude, kde o ní lze uvažovat. U infekčních faktorů a plazmidů je situace složitější, ale obecně lze říci, že mateřské sady mají zpravidla navrch.

### Fúze rovnocenných buněk
Složitější je situace u primitivnějších organismů, jejichž pohlavní buňky jsou zhruba nebo zcela rovnocenné, případně situace, kdy (např. v důsledku vědeckého pokusu) dojde k nepřirozené fúzi zhruba či zcela rovnocenných buněk. V takovém případě potomek dostane extrachromozomální geny od obou rodičů. Velmi specifický příklad představují přitom geny kódované semiautonomními organelami.
Plastidy ze dvou různých buněk (předpokládejme zde i u mitochondrií, že buňky byly geneticky odlišné a nikoliv klony) spolu relativně v klidu koexistují – v jedné buňce tedy existují dvě varianty plastidu a pouze náhoda při dělení buňky či rozdíly v životaschopnosti či schopnosti rozmnožování mohou vést k tomu, že v dalších buňkách částečně či zcela převládne jeden typ (u různých různý). Zcela odlišná je situace mitochondrií, které zpravidla nesnesou odlišnou konkurenci. Ihned poté, co dojde k fúzi buněk, propuká mezi oběma skupinami mitochondrií totální vyhlazovací válka vedená pomocí různých chemických látek. Končí teprve tehdy, když je jedna ze sad kompletně vyhubena. Mnoho odborníků se kloní k názoru, že toto je jeden z důvodů, který fixuje a směřuje vývoj pohlavních buněk k systému samčí buňka – samičí buňka. Ony války mitochondrií jsou totiž velice „drahé“ a značně snižují životaschopnost buňky. Z tohoto hlediska je systém samčí a samičí pohlavní buňky ideální, neboť válka je krátká a nenáročná (samčí mitochondrie nemá (nemají) šanci a je (jsou) bleskově zlikvidována(y). V potomstvu je pak jen jeden typ mitochondrie – té vítězné.